# حقوق المرأة في نيبال
تعد نيبال، الواقعة بالقرب من الهيمالايا في منطقة جنوب آسيا، إحدى أفقر الدول في العالم. عانت نيبال من انعدام الاستقرار السياسي والحكم الديكتاتوري في معظم تاريخها. وهناك افتقار في الخدمات الرئيسية، ويؤمن السكان بمعتقدات خرافية وهناك تمييز قائم على الجنس. بالرغم من أن الدستور يحمي النساء بما في ذلك توفير الأجر المتساوي للعمل المتساوي لكن الحكومة لم تتخذ أي إجراءات لتنفيذ هذا البند.
لا يزال وضع المرأة في نيبال سيئًا للغاية من حيث الصحة والتعليم والدخل واتخاذ القرارات والمشاركة في صنع القرار السياسي. يعزز النظام القانوني الممارسات الأبوية التي تتحكم في حياة المرأة إذ تواجه النساء تمييزًا ممنهجًا، في المناطق الريفية على وجه الخصوص. معدل محو الأمية لدى النساء في نيبال أقل بكثير من الرجال والنساء تعمل لساعات أطول. لا يزال العنف ضد المرأة شائعًا، ولا يوجد عدد كاف من النساء في المهن. ضُمن تمثيل المرأة في الجمعية الدستورية ولكن مشاركتها ضمن جميع أجهزة الدولة على قدم المساواة لا يزال أبعد ما يكون عن المثالية.

## معدل محو الأمية لدى النساء
لا تزال معدلات محو الأمية في نيبال منخفضة إذ بلغت 52.74% (بحسب سي بي إس 2001). على الرغم من بلوغ بعض التحسن في السنوات الأخيرة ولكن لا يزال التفاوت في مستويات محو الأمية بين النساء والرجال قائمًا. في عام 2001 بلغ معدل محو الأمية لدى النساء 42.49%. ويمكن أن يُعزى هذا التدني في مستويات محو الأمية لدى النساء إلى التمييز الذي تعانين منه في المنزل.
تواجه النساء العنف القائم على الجنس وهذ يحد بشكل كبير من قدرتهن على الذهاب إلى المدرسة والتعلم. علاوةً على ذلك فإن الدين أيضًا يقيد فرص المرأة في نيل التعليم. على سبيل المثال، لا تزال غالبية النساء المسلمات في نيبال محرومات من التعليم الأساسي مع نسبة 20% منهن ممن حصّلن أي مستوى تعليمي.
بلغت النسبة المئوية للنساء في المناطق الريفية واللواتي لم يتلقين أي تعليم 51.1%، و25% في المناطق الحضرية. ينعكس هذا التباين في معدلات محو الأمية بين النساء في المناطق الريفية والتي بلغت 36.5%، في حين بلغت في المناطق الحضرية 61.5%. على الرغم من زيادة مشاركة الإناث بشكل عام في القوى العاملة ولكن غالبية النساء العاملات ما زلن يتركزن بشكل كبير في الصناعات ذات الأجور المنخفضة والعمالة الكثيفة. بلغت نسبة مشاركة النساء في القطاع الرسمي 6% وفقًا للتقرير الذي صدر عن سي بي إس عام 2008. إذ كان هناك 155 ألف من الذكور العاملين و48 ألف من النساء العاملات فقط أي ما يعادل 31% من نسبة العمالة الإجمالية. هذا يتناقض بشكل كبير مع مشاركة النساء في القطاع الزراعي إذ بلغت مشاركة النساء 160% من مشاركة الذكور.

## الحصول على الخدمات الصحية
الخدمات الصحية في نيبال غير ملائمة وغير كافية وهذا يتمثل في تدهور الحالة الصحية للنيباليين بالمقارنة مع باقي سكان جنوب آسيا. الأمراض الأكثر شيوعًا التي تواجهها الإناث في سن الإنجاب هي فقر الدم وسوء التغذية وهذا يعود إلى التميز الذي تعانين منه خلال مرحلة الطفولة والنمو. إذ تحتل الإناث ولا سيما الفتيات المكانة الأدنى في الأسرة وبالتالي يكنّ آخر من يأكل ولا يتلقين التغذية الملائمة. تعاني نسبة 70% من الإناث اللواتي وصلن على سن البلوغ من هذه الأمراض وتوجل الكثيرات منهن طلب المساعدة الطبية بسبب الخوف.
بلغت نسبة وفيات الأمهات في نيبال 380 حالة وفاة لكل 100000 ولادة حية في عام 2008، وفقًا لتقديرات منظمة الصحة العالمية واليونيسف وصندوق الأمم المتحدة للسكان والبنك الدولي. على الرغم من وجود انخفاض كبير مقارنة بنسبة 539 لكل 100000 ولادة حية في عام 2003 ولكن هذه النسبة لا تزال من أعلى النسب في العالم. بسبب عدم توفير الرعاية الصحية الكافية للأمهات الحوامل فإنهن أكثر عرضة للوفاة أثناء الحمل وخلال المخاض بحد ذاته. وفقًا للمسح الديموغرافي والصحي في نيبال لعام 2001 فإن 10% من الولادات فقط تحصل بوجود طبيب أو طاقم طبي مؤهل وذلك بسبب شيوع الولادات في المنزل والتي بلغت نسبتها 81% من جميع الولادات في المجتمع النيبالي. بسبب المعتقدات الثقافية، تحجم النساء عمومًا عن السماح لأي شخص غريب بالحضور خلال عملية الولادة. والطبيعة الجغرافية للمنطقة حدت بشكل كبير من توفر الخدمات الصحية خصوصًا في المناطق الريفية أو الجبلية. على الرغم من العديد من عمليات تطوير الطرق في السنوات الأخيرة لكن تزال النساء النيباليات الأقل استخدامًا لها.

## العنف الجنساني ضد المرأة
يمثل العنف الجنساني ضد المرأة مشكلة حقيقية في نيبال إذ تجد النساء أنفسهن في كثير من الأحيان معرضات للعنف العام والمنزلي الذي يتضمن الاغتصاب والتحرش الجنسي في مكان العمل والمنزل والاتجار بالبشر. 